# Philipp Hauck
Philipp V. Hauck (* 13. November 1882 in Schaafheim; † 27. August 1935 ebenda) war ein hessischer Politiker (NSFB) und Abgeordneter des Landtags des Volksstaates Hessen in der Weimarer Republik.
Philipp Hauck war der Sohn des Landwirts Johann Georg Hauck und dessen Frau Maria Katharina geborene Desch. Er war mit Sophie geborene Arnold (1880–1960) verheiratet und evangelischer Konfession. Philipp Hauck lebte als Landwirt in Schaafheim.
Philipp Hauck rückte in der zweiten Wahlperiode für den am 5. Juni 1924 verstorbenen Johann Laufer (Hessischer Bauernbund) in den Landtag nach. In der dritten Wahlperiode wurde er als einziger Abgeordneter für die Nationalsozialistische Freiheitsbewegung (NSFB) erneut in den Landtag gewählt, in dem er bis 1927 Mitglied blieb und der Fraktion der Deutschnationalen (Hessischen) Volkspartei angehörte.